# 瀬川甚内
瀬川 甚内（せがわ じんない、生没年不詳）は、江戸時代中期の砲術家。名は常重。

## 経歴・人物
尾張国の人物で、大仙流砲術の始祖。享保の頃に火術師範として越中富山藩に招かれた。門人に河上秀直、大島助右衛門などがいる。。